# Polydesmus sumatranus
Polydesmus sumatranus är en mångfotingart som beskrevs av Peters 1864. Polydesmus sumatranus ingår i släktet Polydesmus och familjen plattdubbelfotingar. Inga underarter finns listade i Catalogue of Life.